# Laurent Thirionet
Laurent Thirionet (ur. 22 listopada 1970 w Bergues, Francja) – francuski niepełnosprawny kolarz. Mistrz paraolimpijski z Aten w 2004 roku i z Pekinu w 2008 roku.

## Medale Igrzysk Paraolimpijskich

### 2012
- – Kolarstwo – bieg pościgowy indywidualnie – C2

### 2008
- – Kolarstwo – trial na czas – LC 3

### 2004
- – Kolarstwo – trial na czas – LC 3
- – Kolarstwo – trial na czas – 1 km – LC 3
- – Kolarstwo – wyścig uliczny – LC 3
- – Kolarstwo – sprint drużynowy – LC1–4 CP3/4

### 2000
- – Kolarstwo – wyścig uliczny – LC 3